# 한다정 (가수)
한다정(본명: 김민경, 1987년 9월 28일 ~ )은 대한민국의 가수이다.

## 음반
- 2012년 콩닥콩닥
- 2013년 맘에 들면 손들어
- 2016년 사랑방손님
- 2018년 사랑이란

## 수상
- 2011년 제19회 대한민국문화연예대상 10대 신인가수상
- 2013년 제21회 대한민국문화연예대상 문화봉사상 수상